# 南部アルカディア温泉
南部アルカディア温泉（なんぶアルカディアおんせん）は、山梨県南巨摩郡南部町にある温泉。

## 歴史
1990年代に旧南部町は温泉設備を整備することで町民福祉の向上と県内外からの来客を誘致し地場産業を活性化することを目的に温泉開発事業に着手。1994年（平成6年）よりボーリング業者により町内をくまなく調査したところ、当時の南部町役場（現在の分庁舎）の地下に泉脈があることが報告された。掘削にあたり掘削が失敗した場合は報酬が支払われず、成功した場合も泉温や泉質によって報酬額が変動する「成功報酬方式」で契約が結ばれ1998年（平成9年）に掘削を開始。掘削深度1,496メートルの所で温泉が沸出し、泉温・泉質共に最高基準をクリアしたことからボーリング業者に最上限度額が支払われている。
湧出後に揚湯ポンプを取り付け、町役場の駐車場に温泉スタンドおよび近隣の老人介護施設へ配湯を開始するとともに温泉施設の建設に着手することになる。富士川河川敷にあった甲府営林署の貯木場の土地を購入のうえ1998年（平成10年）に着工、翌1999年（平成11年）に竣工し、日帰り温泉「なんぶの湯」として供用開始された。開湯当初は南部町の直営であったが、2010年（平成22年）4月より指定管理者制度方式に転換され、2019年3月までは静岡県静岡市の建築物管理会社が、同年4月より静岡県熱海市の株式会社で道の駅なんぶの指定管理者でもあるTTCが管理を行っている。
指定管理者変更直前の2019年（平成31年）3月にレジオネラが検出されたため休業・改修工事を実施し、同年12月21日に営業再開。
旧南部町内には佐野川温泉や船山温泉、内船温泉などいくつもの温泉が存在するがいずれも泉温が低く加温する必要があり、当地域で加温せずに入浴できるのは南部アルカディア温泉のみとなっている（旧富沢町域を含めれば奥山温泉がある）。

## 泉質
- アルカリ性単純泉[1]
  - pH値平均：9.9
  - 源泉数 : 1箇所
  - 源泉温度 : 49.5℃（自噴分の泉温は38.5℃）[1]
  - 湧出量 : 毎分480リットル（うち自噴53.9リットル）[1]

## 温泉街
「なんぶの湯」という日帰り入浴施設が一軒存在する。

## アクセス
- 鉄道 : 身延線内船駅より徒歩3分。身延駅よりタクシーで10分。
  - 身延線の時刻表にあわせて内船駅から南部町営バスが8往復している。所要時間1分。
- 車 : 国道52号線より南部市街地方面へ。南部橋を渡った後右折し内船駅を通り過ぎた後の川の手前のを右折（大きな看板がある）。